# وادي سان هواكين

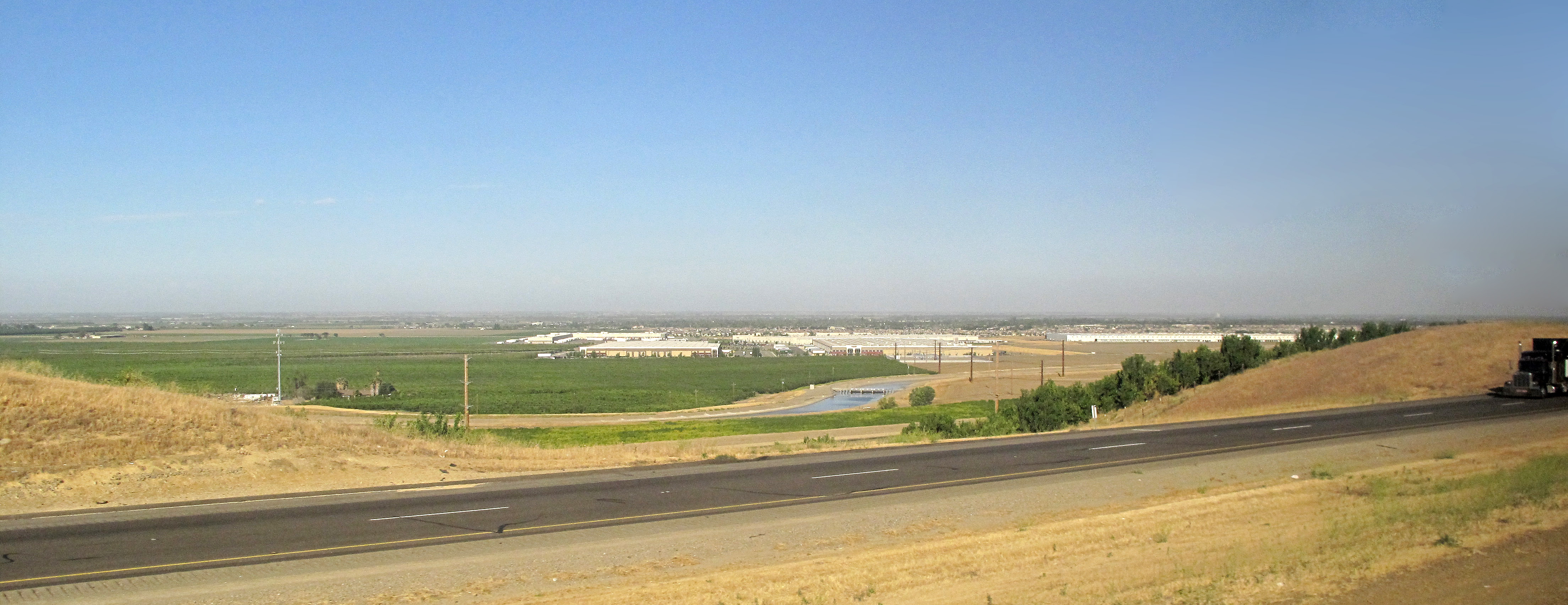

وادي سان هواكين هي منطقة تقع في وسط كاليفورنيا والتي تقع إلى الجنوب من منطقة دلتا ساكرامنتو سان هواكين في ستوكتون. ورغم أن معظم أنحاء سان هواكين فالي في المناطق الريفية، فإنها لا تحتوي على المدن والضواحي الحضرية مثل فريسنو، بيكرسفيلد، فيساليا، ستوكتون، تولير، بورتيرفيل، تورلوك، هانفورد، موديستو، ماديرا، وميرسيد.

## أعلام
- ديانا غارسيا
- بام مونيوس ريان